# Nombres primers regulars
En matemàtiques, un nombre primer regular és un nombre primer que verifica certa propietar relacionada amb les arrels del polinomi xp-1. Aquesta noció va ser introduïda per Ernst Kummer el 1847, per a una prova de l'últim teorema de Fermat, en un article titulat Beweis des Fermat'schen Satzes der Unmöglichkeit von xl+yl=zl für eine unendliche Anzahl Primzahlen l'.
Hi ha diverses formulacions equivalents entre si per definir la regularitat d'un nombre primer. Una d'elles és que el nombre primer p no ha de ser pas un divisor del nombre de classes (és a dir del cardinal del grup de les classes) del cos ciclotòmic {\displaystyle \mathbb {Q} (\zeta _{p})}, on {\displaystyle \zeta _{p}} és una arrel primitiva p-èsima de la unitat. Una manera de provar la irregularitat a la pràctica ve donada per la caracterització següent: el nombre primer p és regular si i només si no divideix el numerador de cap dels nombres de Bernoulli Bk, quan k pren els valors parells entre 2 i p-3.
Els nombres primers irregulars més petits són 37, 59, 67, 101. Se sap que existeixi una infinitat de nombres primers irregulars, però l'existència d'una infinitat de nombres primers regulars continua sent una qüestió oberta.
El treball de Kummer permet precisament demostrar l'asserció següent: si p és un nombre primer regular, l'equació xp+yp=zp no té solucions per a x, y i z enters relatius no divisibles per p. El punt central de l'argument, desenvolupat en termes moderns, és que tal identitat es factoritza en :
al cos {\displaystyle \mathbb {Q} (\zeta _{p})}. Aquesta igualtat es pot interpretar com una igualtat entre el producte dels ideals {\displaystyle (x+\zeta _{p}^{i}y)} i l'ideal (z) elevat a la potència p. Es pot demostrar que els ideals {\displaystyle (x+\zeta _{p}^{i}y)} són primers entre ells, la teoria de la descomposició dels ideals primers, i la dels anells de Dedekind permet assegurar que cadascun és la potència p-èsima d'un cert ideal Ai; l'ideal Aip és principal, la hipòtesi que el nombre p és regular (no és divisor del nombre de classes de {\displaystyle \mathbb {Q} (\zeta _{p})}), mostra llavors que l'ideal Ai és ell mateix principal, això que subministra a una igualtat la forma {\displaystyle x+\zeta _{p}^{i}y=\epsilon \alpha ^{p}} Per a una certa unitat. A partir d'aquí amb alguns càlculs es pot arribar a una contradicció.